# Baker Point
Baker Point är en udde i Antarktis. Den ligger i Östantarktis. Nya Zeeland gör anspråk på området.
Terrängen inåt land är varierad. Havet är nära Baker Point åt sydost. Trakten är obefolkad. Det finns inga samhällen i närheten. 